# Puig Aguilar
El Puig Aguilar és una muntanya de 528 metres que es troba al municipi de Dosrius, a la comarca del Maresme.